# Александър Абаджиев
Алксандър Маринов Абаджиев е български писател, журналист и популярен оперен критик.

## Биография
Роден е на 2 юни 1935 г. в Плевен в семейството на езиковеда Марин Абаджиев и Мариолка Абаджиева.
Починал на 22 май 2024 г. в София.
Автор е на повече от 70 книги с музикална тематика, предимно в сферата на оперното изкуство.